# Neidalia bipuncta
Neidalia bipuncta là một loài bướm đêm thuộc phân họ Arctiinae, họ Erebidae.